# Heinrich Schneider (Schriftsteller)
Heinrich Schneider (* 18. Juli 1905 in Weißenstadt; † 14. Dezember 1985 in Tutzing) war ein deutscher Schriftsteller. Er ist vor allem als Jagderzähler hervorgetreten.

## Leben
Heinrich Schneider war der Sohn eines Försters. Er wurde durch seine Beiträge in der Jagdpresse bekannt. Er veröffentlichte unter anderem in den deutschen Jagdzeitschriften Wild und Hund, Die Pirsch und Der Deutsche Jäger sowie in der österreichischen Jagdzeitschrift Der Anblick.
Sein erstes Buch mit dem Titel Acht Tiere und ein Försterbub. Erlebnisse mit Tieren erschien 1954 und war als Kinder- und Jugendbuch konzipiert. Auch seine weiteren Tierbücher Freundschaft mit Waldtieren (1963) und Waldtiere unsere Freunde (1977) richteten sich vornehmlich an ein jüngeres Lesepublikum. Schneider wollte damit die Jugend mit dem Ökosystem Wald und seinen Bewohnern vertraut machen.
Mit Der Forstaufseher Moosbichler, das erstmals 1960 erschien, gelang Schneider sein erfolgreichstes Buch, das bis 1985 acht Auflagen erlebte. Nepomuk Moosbichler, der Forstaufseher bei Schneiders Vater gewesen war, ist bis heute als bayerisches Original in Erinnerung geblieben, bekannt für seine drastischen Aussprüche.
Heinrich Schneider, der lange in Dießen am Ammersee gewohnt hatte, starb 1985 in Tutzing.

## Werke
- Acht Tiere und ein Försterbub. Erlebnisse mit Tieren, mit Illustrationen von Rudolf Führmann, Klabauter Verlag, Stuttgart 1954
- Der Forstaufseher Moosbichler, mit Zeichnungen von Erich Hölle, BLV, München, Bonn und Wien 1960 (8. Auflage BLV, München, Wien und Zürich 1985, ISBN 3-405-11606-6)
- Freundschaft mit Waldtieren, mit Fotos des Verfassers und Zeichnungen von Walther Niedl, Auer/Cassianeum, Donauwörth 1963 (2. Auflage Mayer, München-Solln 1969)
- Waldtiere unsere Freunde, Kibu, Menden 1977 (ISBN 3-88101-547-7)

Daneben gehörte er zu den Autoren der Anthologie Auf Pirsch (BLV, München 1969).